# Widuchowa (gmina)
Widuchowa – gmina wiejska w zachodniej części województwa zachodniopomorskiego, w powiecie gryfińskim. Siedzibą gminy jest wieś Widuchowa.
Miejsce w województwie (na 114 gmin):

powierzchnia 48., ludność 68.
Gmina stanowi 11,2% powierzchni powiatu.

## Położenie
Gmina położona w zachodniej części województwa zachodniopomorskiego, w zachodniej części powiatu gryfińskiego.
Sąsiednie gminy:
- Banie, Chojna i Gryfino (powiat gryfiński)

Gmina graniczy także z Republiką Federalną Niemiec:
- powiat Uckermark (land Brandenburgia)

Do 31 XII 1998 r. wchodziła w skład województwa szczecińskiego.

## Demografia
Dane z 30 czerwca 2004:
| Opis                              | Ogółem | Ogółem | Kobiety | Kobiety | Mężczyźni | Mężczyźni |
| --------------------------------- | ------ | ------ | ------- | ------- | --------- | --------- |
| jednostka                         | osób   | %      | osób    | %       | osób      | %         |
| populacja                         | 5608   | 100    | 2788    | 49,7    | 2820      | 50,3      |
| gęstość zaludnienia (mieszk./km²) | 26,7   | 26,7   | 13,3    | 13,3    | 13,4      | 13,4      |

- Liczba ludności:
  - w wieku przedprodukcujnym: 1 324
  - w wieku produkcyjnym: 3 473
  - w wieku poprodukcyjnym: 741
- Saldo migracji: -21 (osób)
- Przyrost naturalny: 1,07‰ (-6 osób)
- Stopa bezrobocia: 15,9% (2006)

| Rok  | Liczba ludności |
| ---- | --------------- |
| 1995 | 5 688           |
| 1996 | 5 710           |
| 1997 | 5 710           |
| 1998 | 5 730           |
| 1999 | 5 733           |
| 2000 | 5 647           |
| 2001 | 5 642           |
| 2002 | 5 649           |
| 2003 | 5 648           |
| 2004 | 5 633           |
| 2005 | 5 608           |

Gminę zamieszkuje 6,8% ludności powiatu. 

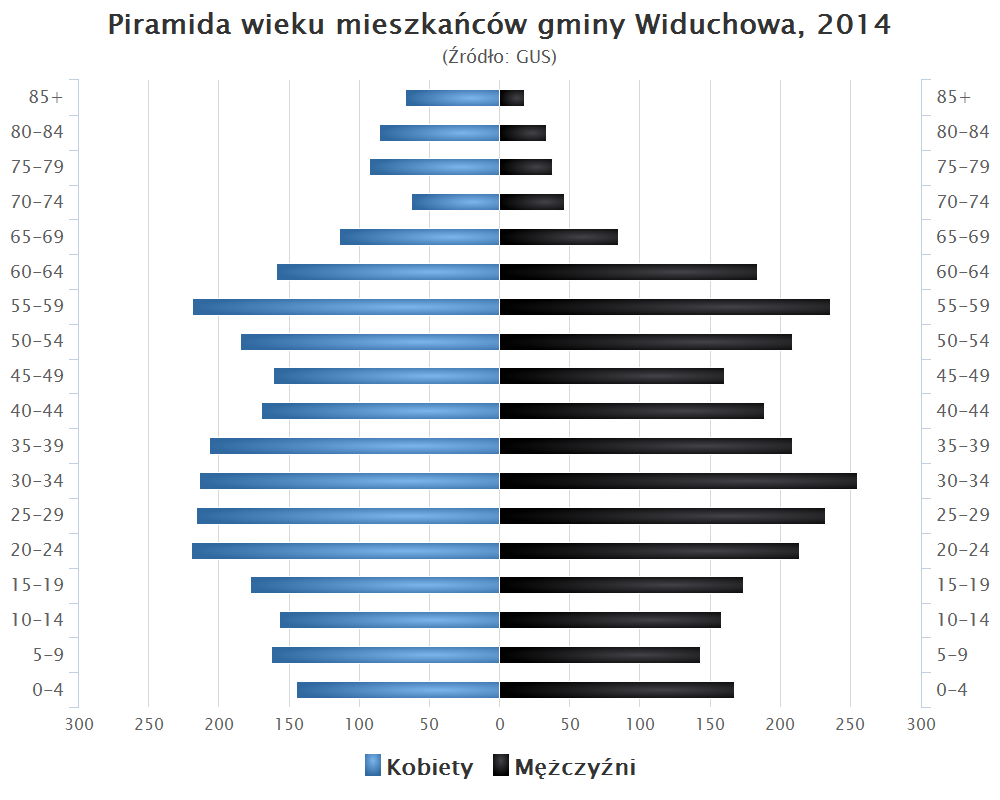
Piramida wieku mieszkańców gminy Widuchowa w 2014 roku

## Przyroda i turystyka
Gmina leży w Dolinie Dolnej Odry i na Pojezierzu Myśliborskim nad Odrą. Na północ od Widuchowej Odra rozgałęzia się na dwie odnogi, Odrę Zachodnią i Odrę Wschodnią, powstaje obszar zwany Międzyodrzem, na którym znajduje się Park Krajobrazowy Dolina Dolnej Odry. Poza żeglowną Odrą, dostępna dla kajaków jest tzw. Stara Regalica na Międzyodrzu oraz Rurzyca na południe od Ognicy. Tereny leśne zajmują 30% powierzchni gminy, a użytki rolne 46%.

## Komunikacja
Przez gminę prowadzi droga krajowa nr 31 łącząca Widuchową z Gryfinem (na północy) (17 km) i przez Lisie Pole (14 km) i Graniczną (18 km) z Chojną (na południu) (21 km). W odległości 5 km na południe od miejscowości znajduje się droga wojewódzka nr 122, która prowadzi w Krajnika Dolnago (na zachód) (10 km) i przez wieś Krzywin (3 km) do Bań (na wschód) (19 km).
Widuchowa (stacja położona 4 km od wsi) uzyskała połączenie kolejowe w 1877 r. po otwarciu odcinka z Chojny do Szczecina. Był to ostatni odcinek Nadodrzanki (linii Wrocław – Szczecin). W 1983 r. odcinek ten został zelektryfikowany. Obecnie w gminie czynne są 3 stacje: Pacholęta, Widuchowa i Krzywin Gryfiński.
W gminie czynny jest 1 urząd pocztowy: Widuchowa (nr 74-120).

## Administracja
W 2016 r. wykonane wydatki budżetu gminy wynosiły 20,1 mln zł, a dochody budżetu 20,9 mln zł. Zobowiązania samorządu (dług publiczny) według stanu na koniec 2016 r. wynosiły 10,7 mln zł, co stanowiło 51,2% poziomu dochodów.
Sołectwa gminy Widuchowa: Bolkowice, Czarnówko, Dębogóra, Kłodowo, Krzywin, Lubicz, Marwice, Ognica, Pacholęta, Polesiny, Rynica, Widuchowa, Żarczyn i Żelechowo.

## Miejscowości
WsieDębogóra, Kłodowo, Krzywin, Lubicz, Marwice, Ognica, Pacholęta, Polesiny, Rynica, Widuchowa, Żarczyn i Żelechowo.
OsadyBolkowice, Czarnówko, Lubiczyn, Pąkowo, Widuchowa-Stacja
Osady leśneKrzywinek
KolonieKiełbice, Widuchówko, Wilcze
Części miejscowościRadoszki (część Ognicy)
Zniesione miejscowościTarnogórki

## Miasta partnerskie
- Gehrde  Niemcy
- Penkun  Niemcy